# Domodedovskij rajon
Il Domodedovskij rajon (in russo Городской округ Домодедово?) era un distretto municipale dell'Oblast' di Mosca, nella Russia europea; il capoluogo era Domodedovo. Istituito nel 1969, ricopriva una superficie di 816,26 chilometri quadrati e nel 2010 ospitava una popolazione di circa 118.000 abitanti.